# Parakeelya corrigioloides
Parakeelya corrigioloides är en källörtsväxtart som först beskrevs av Ferdinand von Mueller och George Bentham, och fick sitt nu gällande namn av M.A. Hershkovitz. Parakeelya corrigioloides ingår i släktet Parakeelya och familjen källörtsväxter. Inga underarter finns listade i Catalogue of Life.